# Robert Hossein
Robert Hossein   (12è districte de París, 30 de desembre de 1927 - Essey-lès-Nancy, 31 de desembre de 2020) fou un actor, guionista i director de cinema francès. El 1982 va dirigir l'adaptació de Les Misérables, i va aparèixer a Le Vice et la Vertu, Le Casse, Les Uns et les Autres i Vénus Beauté (Institut). Altres papers han estat el de marit de Michèle Mercier a les sèries d'Angélique, el de pistoler al Spaghetti Western Une corde, un Colt... (del que en fou també director i coguionista), i del sacerdot catòlic que s'enamora de Claude Jade i es torna comunista a Prêtres interdits.

## Carrera teatral
Fill d'André Hossein, compositor d'origen àzeri nadiu de Samarcanda i d'Anna Mincovschi, una actriu jueva nadiua de Kíev (Ucraïna), es va formar com a actor de teatre amb René Simon i Tania Balachova. Va obtenir el seu primer paper destacat als 19 anys, a l'obra Les voyous. Durant un temps es va dedicar a l'escenografia, a Docteur Jekyll et Mister Hyde, La Chair de l'orchidée de James Hadley Chase, o L'Homme traqué, de Francis Carco.
El 1970 es va posar al capdavant del teatre popular de Reims, experimentant amb un teatre tractat com un veritable espectacle cinematogràfic. El 1972 Isabelle Adjani hi actuà amb el seu grup la versió en francès de La casa de Bernarda Alba de Federico García Lorca, que la va consagrar (va entrar a la Comédie-Française). Al seu retorn a Paris, Hossein organtiza una sèrie de grans espectacles al Palais des Sports i al Palais des congrès de Paris, on el públic és invitat a prendre'n part : Le Cuirassé Potemkine, Notre-Dame de Paris, o Danton et Robespierre. La comèdia musical Les Misérables va tenir un gran èxit, i fins i tot fou representada al West End i a Broadway. De 2000 a 2008, va dirigir el théâtre Marigny.

## Carrera cinematogràfica
Va començar la seva carrera cinematogràfica el 1948 a Le Diable boiteux, de Sacha Guitry, on tenia un petit paper de figurant. La seva carrera es va accelerar amb la pel·lícula de Jules Dassin, Du rififi chez les hommes. Més tard actuarà amb Jean Gabin i esdevindrà un dels actors favorits del seu amic Roger Vadim, treballarà amb Yves Allégret, Alexandre Astruc, Édouard Molinaro, Mauro Bolognini, Nadine Trintignant, Christian-Jaque, Claude Autant-Lara i Julien Duvivier.
El 1955 va dirigir la seva primera pel·lícula, Les salauds vont en enfer, adaptació de la peça de teatre del seu amic Frédéric Dard, en la qual també en fou actor. Després va fer Pardonnez nos offenses el 1956, i Toi le venin (amb Marina Vlady i la seva germana Odile Versois), el 1964 va encarnar l'heroi romàntic Joffrey de Peyrac a Angélique Marquise des Anges, després d'un registre interpretatiu més intimista a La musica, de Marguerite Duras, el 1967. El 1968 es retroba amb Michèle Mercier, la seva parella d'Angélique, a Une corde, un colt, western francès del que en fou director i actor. De la seva filmografia, caldria destacar, en opinió del propi Hossein, Le Vampire de Düsseldorf, que realitza i interpreta amb Marie-France Pisier, aleshores la seva companya.

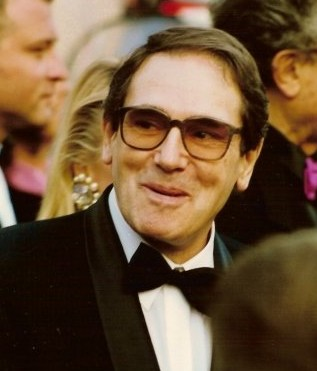
Robert Hossein al 45è Festival Internacional de Cinema de Canes.

El 1967 va ser membre del jurat del 5è Festival Internacional de Cinema de Moscou. Va participar com a actor a Le Casse, d'Henri Verneuil. El 1973 va interpretar al sacerdot amant de Claude Jade a l'emotiva Prêtres interdits de Denys de La Patellière ; L'Aurore va escroure : « interpretada notablement per Robert Hossein, un dels millors papers. » Va actuar amb Johnny Hallyday a Point de chute, de la que en fou director. El 1981 va actuar a Les Uns et les Autres de Claude Lelouch. L'any següent va dirigir una versió monumental de la novel·la de Victor Hugo Els miserables, on ja no hi actua, amb la qual va participar al 13è Festival Internacional de Cinema de Moscou i hi va guanyar un premi especial. El 1986 va actuar amb la seva parella Candice Patou a Le caviar rouge, adaptació pel seu amic i còmplice de debuts, Frédéric Dard; va actuar amb Emmanuelle Béart a Les Enfants du désordre de Yannick Bellon (1989), i a Vénus beauté (institut), de Tonie Marshall, el 1999, interpretant a un vell aviador.
El 2009 se'l va veure al costat de Jean-Paul Belmondo a Un homme et son chien de Francis Huster.

## Filmografia

### Director
- 1955: Les salauds vont en enfer, amb Frédéric Dard
- 1956: Pardonnez nos offenses
- 1959: Toi, le venin, amb Frédéric Dard
- 1959 : Les Scélérats, amb Frédéric Dard
- 1959 : La Nuit des espions
- 1961: Le Jeu de la vérité
- 1961: Le Goût de la violence
- 1964: La Mort d'un tueur
- 1964 : Les Yeux cernés
- 1965: Le Vampire de Düsseldorf
- 1967: J'ai tué Raspoutine
- 1969: Une corde, un Colt
- 1970: Point de chute
- 1982: Les Misérables
- 1986: Le Caviar rouge

### Actor

#### Cinema
- 1948: Les souvenirs ne sont pas à vendre, de Robert Hennion
- 1948 : Le Diable boiteux, de Sacha Guitry
- 1948 : Aux yeux du souvenir, de Jean Delannoy
- 1949: Maya, de Raymond Bernard
- 1954: Quai des blondes, de Paul Cadéac
- 1955: Série noire, de Pierre Foucaud
- 1955 : Du rififi chez les hommes, de Jules Dassin
- 1955 : Les salauds vont en enfer, de Robert Hossein amb Frédéric Dard
- 1956: Pardonnez nos offenses, de Robert Hossein
- 1956 : Crime et châtiment, de Georges Lampin
- 1957: Sait-on jamais..., de Roger Vadim
- 1957 : Méfiez-vous fillettes, de Yves Allégret
- 1958: Liberté surveillée d'Henri Aisner i Vladimir Voltchek
- 1959: Toi, le venin, de Robert Hossein amb Frédéric Dard
- 1959 : La Sentence, de Jean Valère
- 1959 : Les Scélérats, de Robert Hossein
- 1959 : Des femmes disparaissent, d'Édouard Molinaro
- 1959 : Du rififi chez les femmes, d'Alex Joffé
- 1959 : La Nuit des espions, de Robert Hossein
- 1960: La Menace, de Gérard Oury
- 1960 : Les Canailles, de Maurice Labro
- 1961: Le Jeu de la vérité, de Robert Hossein
- 1961 : Le Goût de la violence, de Robert Hossein
- 1961 : Madame Sans-Gêne, de Christian-Jaque
- 1962: Pourquoi Paris ?, de Denys de La Patellière (no confirmat)
- 1962 : Les Petits Matins, de Jacqueline Audry
- 1962 : Le Monte-Charge, de Marcel Bluwal
- 1962 : Le Repos du guerrier, de Roger Vadim
- 1963: Commissaire mène l'enquête (segment Pour qui sonne le ...), de Fabien Collin
- 1963 : Chair de poule, de Julien Duvivier
- 1963 : Le Meurtrier, de Claude Autant-Lara
- 1963 : Le Vice et la Vertu, de Roger Vadim
- 1963 : Les Grands Chemins, de Christian Marquand
- 1964: La Mort d'un tueur, de Robert Hossein
- 1964 : Banco à Bangkok pour OSS 117, d'André Hunebelle
- 1964 : Les Yeux cernés, de Robert Hossein
- 1964 : Angélique marquise des anges, de Bernard Borderie
- 1965: Le Vampire de Düsseldorf, de Robert Hossein
- 1965 : The Dirty Game de Christian-Jaque, Werner Klingler, Carlo Lizzani i Terence Young
- 1965 : La Fabuleuse Aventure de Marco Polo, de Denys de La Patellière i Noël Howard
- 1965 : Le Tonnerre de Dieu, de Denys de La Patellière
- 1966: La Seconde Vérité, de Christian-Jaque
- 1966 : Madamigella di Maupin de Mauro Bolognini
- 1966 : La Longue Marche, d'Alexandre Astruc
- 1966 : Angélique et le Roy, de Bernard Borderie
- 1966 : Brigade antigangs, de Bernard Borderie
- 1967: Lamiel, de Jean Aurel
- 1967 : L'homme qui trahit la mafia, de Charles Gérard
- 1967 : La Musica, de Marguerite Duras i Paul Seban
- 1967 : J'ai tué Raspoutine, de Robert Hossein
- 1967 : Indomptable Angélique, de Bernard Borderie
- 1968: La Petite vertu, de Serge Korber
- 1968 : La Leçon particulière, de Michel Boisrond
- 1968 : La Femme écarlate, de Jean Valère
- 1968 : Angélique et le sultan, de Bernard Borderie
- 1968 : Pas de roses pour OSS 117, de Renzo Cerrato, Jean-Pierre Desagnat i André Hunebelle
- 1969: Maldonne, de Sergio Gobbi
- 1969 : Le Temps des loups, de Sergio Gobbi
- 1969 : Nell'anno del Signorei, de Luigi Magni
- 1969 : Las Bellas, de Dave Young
- 1969 : La Battaglia di El Alamein, de Giorgio Ferroni
- 1969 : Une corde, un Colt, de Robert Hossein
- 1969 : La Vie, l'Amour, la Mort, de Claude Lelouch
- 1969 : Le Voleur de crimes, de Nadine Trintignant
- 1969 : La Battaglia del deserto, de Mino Loy
- 1970: Point de chute, de Robert Hossein
- 1971: Le Juge, de Federico Chentrens i Jean Girault
- 1971 : La Part des lions, de Jean Larriaga
- 1971 : Le Casse, de Henri Verneuil
- 1972: Hellé, de Roger Vadim
- 1972 : Un meurtre est un meurtre, d'Étienne Périer
- 1973: Don Juan 73 ou Si Don Juan était une femme..., de Roger Vadim
- 1973 : Un officier de police sans importance, de Jean Larriaga
- 1973 : Prêtres interdits, de Denys de La Patellière
- 1974: Le Protecteur, de Roger Hanin
- 1975: Le Faux-cul, de Roger Hanin
- 1978: L'Amant de poche, de Bernard Queysanne
- 1979: Démons de midi, de Christian Paureilhe
- 1981: Les Uns et les Autres, de Claude Lelouch
- 1981 : Le Professionnel, de Georges Lautner
- 1982: Les Misérables, de Robert Hossein
- 1982 : Le Grand pardon, d'Alexandre Arcady
- 1983: Surprise Party, de Roger Vadim
- 1984: Liberté, égalité, choucroute, de Jean Yanne
- 1986: Le Caviar rouge, de Robert Hossein
- 1986 : Un homme et une femme : vingt ans déjà, de Claude Lelouch
- 1987: Lévy et Goliath, de Gérard Oury
- 1989: Les Enfants du désordre, de Yannick Bellon
- 1992: L'Inconnu dans la maison, de Georges Lautner (voix)
- 1994: L'Affaire, de Sergio Gobbi
- 1995: Els miserables, de Claude Lelouch
- 1997: Le Masque de cire, de Sergio Stivaletti
- 1999: Vénus beauté (institut), de Tonie Marshall
- 1999 : Gialloparma, d'Alberto Bevilacqua
- 2003: San Antonio de Frédéric Auburtin
- 2006: La Disparue de Deauville, de Sophie Marceau
- 2009: Un homme et son chien, de Francis Huster
- 2019: Le Fruit de l'espoir, d'Alain Williams

#### Televisió

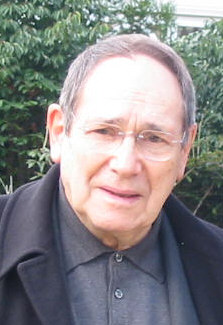
Robert Hossein al seu teatre el 2007.

- 1973: Vogue la galère, de Raymond Rouleau
- 1974: Le tour d'écrou, de Raymond Rouleau
- 1978: Emmenez-moi au théâtre : Pas d'orchidées pour Miss Blandisch, de Claude Barma
- 1983: Les Uns et les Autres, de Claude Lelouch
- 1988: La Croisade des enfants, de Serge Moati
- 2005: Le Juge, de Vincenzo Marano
- 2006: Petits meurtres en famille de Edwin Baily
- 2008: Vénus et Apollon (temporada 2) de Pascal Lahmani
- 2011: Belmondo, itinéraire... de Vincent Perrot i Jeff Domenech

## Vida personal
Es va casar amb Marina Vlady el 23 de desembre de 1955 i van tenir dos fills, Pierre et Igor. El 7 de juny de 1962 es va casar amb Caroline Eliacheff que tenia 15 anys i dos dies, filla de Françoise Giroud, i van tenir un fill, Nicolas, convertit en Aaron Eliacheff, rabí d'Estrasburg.
El 1973 va mantenir una relació amb Michèle Watrin (que interpretava la cosina de Claude Jade a Prêtres interdits) fins que va morir l'any següent en un accident de cotxe. El 1976 es va trobar amb Candice Patou, amb la qual es va casar; han tingut un fill anomenat Julien.

## Distincions

### Honors
- Molière d'honor (1995)
- Medalla de la Vila de París, distintiu gran vermell (2000)

### Condecoracions
França
- Legió d'Honor (2006);[11] oficial (2000);[12] cavaller (1990)[13]
- Orde Nacional del Mèrit (2019);[14] comandant (1994);[15] oficial (1986) ; cavaller (data desconeguda)

Mònaco
- Comandant de l'orde del Mèrit Cultural (2006)[16]

## Publicacions

### Narracions
- 1962: Le sang est plus épais que l'eau amb Frédéric Dard (Fleuve noir)
- 1985: Le Caviar rouge amb Frédéric Dard (Fleuve noir)

### Altres
- 1978: La Sentinelle aveugle (Grasset)
- 1981: Nomade sans tribu (Fayard)
- 1987: En désespoir de cause (Plon)
- 2001: La Nostalge (Michel Lafon)
- 2002: Lumière et Ténèbres (Le Pré aux Clercs)
- 2007: N'ayez pas peur... De croire (Lattès)